# 卡普坦c
卡普坦c（Kapteyn c）是一顆環繞紅矮星卡普坦星的太陽系外行星。該行星的體積在7.0M⊕ 以上，軌道半長軸約0.311天文單位，軌道離心率0.23±0.1。它的位置在母恆星的適居帶外緣以外，因此它的發現者稱卡普坦c是一顆低溫超級地球。

## 參考資料

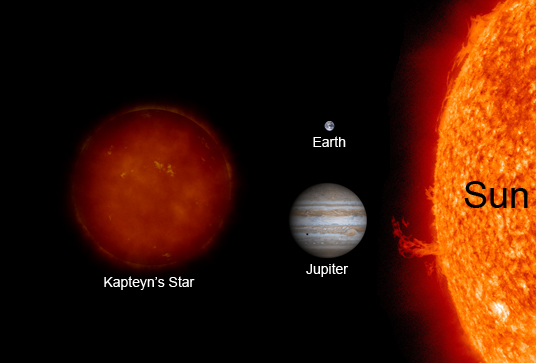
卡普坦星與太陽、地球和木星體積比較。